# Pierre Cubat
Pierre Cubat, né Jean Pierre Cubat le 15 juin 1844 à Alet-les-Bains (Aude) et mort le 6 octobre 1922 dans la même ville, est un cuisinier français.
Il fut cuisinier des tsars Alexandre II, Alexandre III et Nicolas II.

## Biographie
Il nait en 1844 à Alet-les-Bains dans l'Aude, et aura deux petits frères, André et Louis.
Il fait son apprentissage à Carcassonne puis monte à Paris pour se perfectionner.
Vers 1867, il entre au Café Anglais à Paris sous la direction d'Adolphe Dugléré et participe à la réalisation du diner des 3 empereurs (Alexandre II, Guillaume Ier, et le Prince de Bismarck).
Il part ensuite pour Saint-Pétersbourg au service d'un grand duc, puis entre au service du Tsar Alexandre II. La naissance de son fils Mathieu (le 28 février 1876 à Saint-Pétersbourg) marque le début d'une période faste. Le 3 décembre 1877, Pierre Cubat organise le buffet froid au profit de la croix-rouge pour 2 500 personnes, le 16 février 1878 le buffet froid du bal donné au profit des veuves et orphelins de guerre et le 24 janvier suivant il réalise le dîner de 400 couverts à l'occasion du mariage d'Anastasia Mikhaïlovna de Russie (nièce d'Alexandre II) avec Frédéric-François III de Mecklembourg-Schwerin. Le 21 février suivant son fils Eugène nait à Saint-Pétersbourg.
Le 13 mars 1881, Alexandre II est assassiné. Pierre Cubat continue à servir Alexandre III de Russie pendant deux ans puis, en 1883, il quitte le service de la cour et rentre en France à Alet-les-Bains pour devenir propriétaires de vignobles mais il est rapidement ruiné par le phylloxéra.
Il repart à Saint-Pétersbourg en 1886 ou 1887 pour y diriger le café de Paris puis ouvre à cet emplacement le restaurant Cubat. Son troisième fils Alexandre nait au bord de la Neva le 20 juillet 1891.
Il rentre alors en France et loue au banquier berlinois, James Saloschin en 1893 l'hôtel de la Païva au 25 de l'avenue des Champs-Élysées et y ouvre le restaurant Cubat. Le 8 mai, le banquet du 5e congrès pénitentiaire international y est organisé. Il fait construire la villa Livadia (du nom d'un palais d'été de la famille impériale russe) à Alet-les-Bains.
À l'occasion de sa visite officielle à Paris du 5 au 9 octobre 1896, le Tsar Nicolas II de Russie demande à Pierre Cubat de reprendre du service à la cour de Russie. Il cède alors son restaurant à son frère Louis (qui était à ce moment-là chef des cuisines à la cour royale de Bulgarie) et repart (fin 1896-début 1897) pour Saint-Pétersbourg. Pierre Cubat réalisa sans doute les dîners des réceptions à l'occasion des visites officielles en Russie des Présidents français Félix Faure (23 au 26 août 1897) et Émile Loubet (14 au 27 mai 1902). En 1902, le restaurant Cubat est référencé (sous le nom de café de Paris) sur un guide de Saint-Pétersbourg (avec le restaurant de son frère André sur l'île Kamenny). Il semblerait qu'il soit entré dans l'intimité de la famille impériale début 1905.
Cependant, en France, la situation financière du restaurant Cubat se dégrade, probablement à la suite de l'incendie du bazar de la charité, et au tournant du siècle, l'établissement doit fermer. En 1904, le Travellers club ouvre ses portes à l'emplacement du restaurant.
Pierre Cubat retourne définitivement à Alet-les-Bains en 1905 pour prendre sa retraite. La Première Guerre mondiale le frappera durement. Il ouvre dès 1914 un hôpital complémentaire dans sa maison, qui pourra recevoir jusqu'à 50 blessés. Mais le 30 octobre 1914, son fils Alexandre meurt sur le front. Le 2 mars 1917, après la première révolution russe, l'abdication de Nicolas II marque la fin des rentes que Pierre Cubat tenait du Tsar et après la Révolution d'Octobre, le restaurant Cubat de Saint-Pétersbourg ferme. Le 17 juillet 1918, la famille impériale, à laquelle il était très attaché est exécutée.
Il décède le 6 octobre 1922 à 78 ans et est inhumé en son caveau dans le cimetière d'Alet-les-Bains dans son grand uniforme de khamer Kammer-furrier (équivalent au grade de lieutenant-colonel dans les armées du Tsar).
Pour le centenaire de sa mort, une journée d'hommage est organisée à Alet le 21 août 2022.
Un fauteuil porte son nom à l'Académie culinaire de France, ainsi que la recette "filets de sole Cubat".[réf. nécessaire]